# Jackrebel
Jackrebel (в іншому варіанті написання «JackRebel») — український рок-гурт із Києва, який виконує музику в стилі хеві-метал. Назва гурту є відсиланням до популярної марки віскі.

## Історія
Гурт було засновано у 2011 році компанією музикантів, які хотіли виконувати динамічний рок-н-рольний хеві-метал в дусі Motorhead, або ж «iron rock-n-roll», як вони самі називають свою музику. Доволі швидко укомплектувавши склад, взялись до репетицій та студійної роботи і у 2014 році команда випустила трьох-пісенний сингл «Drink and Fight». У 2015 році було випущено повноформатний альбом «Jack the Guns!», який вийшов на шведському лейблі «Midgård Records».
Гурт проводить активну концертну діяльність у Києві та гастролює Україною. Тематика текстів присвячена темам зброї, ножів, бійок, агресії та алкоголю.
На зворотній стороні обкладинки альбому «Jack the Guns!» (2015) зазначено, що гурт підтримує Збройні сили України.

## Дискографія

### Студійні альбоми
- Jack the Guns! (2015)

### Мініальбоми
- Drink and Fight (2014)
- Moonshine Brotherhood (2020)

### Сингли
- Moonshine Bleus (acoustic version) (2023)

## Склад гурту

### Сьогоднішній склад
- Сергій «Флеш» Нечитайло — вокал (з 2011)
- Олег Девін — гітара, бек-вокал (з 2011)
- Костянтин Гажаман — гітара, бек-вокал (з 2020)
- Роман Нагорний — бас-гітара, бек-вокал (з 2012)
- Дмитро Сапронов — барабани (з 2021)

### Колишні учасники
- Дмитро Ткачук — гітара (із 2011 по 2018)
- Михайло Хомченков — гітара (із 2018 по 2020)
- Володимир Кравчук — барабани (із 2011 по 2015)
- Сергій Терентьєв — барабани (із 2015 по 2018)
- Олексій Ященко — барабани (із 2018 по 2020)
- Павло Шпак — барабани (із 2020 по 2021)

### Інтернет-ресурси
- Сторінка на Facebook
- Канал на YouTube
- Сторінка на BandCamp [Архівовано 1 липня 2020 у Wayback Machine.]
- Сторінка на Encyclopaedia Metallum [Архівовано 26 лютого 2022 у Wayback Machine.]

### Статті, рецензії, інтерв'ю
- JackRebel у журналі Distortion [Архівовано 10 липня 2020 у Wayback Machine.]